# Galeruca improvisa
Galeruca improvisa es una especie de insecto coleóptero de la familia Chrysomelidae.
Fue descrita científicamente en 1956 por Havelka.